# Mavrov brevijar
Mavrov brevijar je brevijar koji je napisao Blaž Baromić 1460. u Vrbniku na otoku Krku za vrbničkog popa Mavra. 

## Vlasnici knjige
Prvi vlasnik brevijara, Mavar, bio je vrbnički pop, koji je u razdoblju od 1471. do 1483. službovao na području Konavala, o čemu je na marginama brevijara zapisao: "to pisa pop Mavar z'Vrbnika kada stojaše v Konavli poli Dubrovnika". 
Brevijar je ukraden iz Vrbnika vjerojatno koncem 18. stoljeća. Godine 1982. tadašnja Hrvatska republika otkupila ga je od talijanskog privatnog vlasnika Umberta Pezzolija u Rimu, za vrlo veliki iznos, tako da je danas u Nacionalnoj i sveučilišnoj knjižnici.

## Opis knjige i njezina sadržaja
Knjiga ima 417 listova pergamene. Napisan je u dvama stupcima po 30 redaka ustavnom glagoljicom i ukrašen lijepim crvenim i zelenim inicijalima. Ima velik broj spojenica, njih oko 270. Knjiga rabi hrvatski naziv za glagoljsko pismo. Ona potvrđuje i neuniformiranost hrvatskih liturgijskih knjiga. Smatra se da je u Mavrovu brevijaru sačuvana najstarija varijanta nacionalnoga lokalnog oficija (službe), redigirana na hrvatskom tlu. Brevijar donosi treću, dotada nepoznatu, inačicu službe sv. Ćirila i Metoda. Vrlo je zanimljiv kult sv. Ilije kakav se nalazi u latinskim knjigama zagrebačke crkve, pa se naslućuje da je taj kult hrvatskim glagoljašima stigao iz francuskih obrednih knjiga preko Zagreba.

## Astronomski sadržaj brevijara
Za povijest hrvatske astronomije važni su komputistički krugovi i njihovo tumačenje koje je Mavrovu brevijaru dodao pop Jure iz Baške 1471. Na jednoj je stranici dan krug zlatnih slova i epakta, a na drugoj krug nedjeljnih slova. U krugovima su upisana slova koja odgovaraju pojedinim brojevima. Nedjeljna slova služila su za određivanje dana u mjesecu. Epakti su brojevi koji su jednaki broju dana od mlađaka do željenoga dana, obično proljetnog ekvinocija ili ravnodnevice, a služili su za određivanje datuma Uskrsa. Strogo određenim postupcima koji su dani ispod donesenih krugova, određivani su željeni dani u godini. Bilo je potrebno mnogo truda i vremena da se izradi kalendar, da se odredi uskrsna nedjelja, a također da se pritom kalendar prilagodi i mjesnim običajima i slavljenjima svetaca.
Rukopis ukazuje na važnost pridavanu astronomiji u obrazovanim društvenim krugovima hrvatskoga srednjovjekovlja, kao i povezanosti zakonitosti gibanja nebeskih tijela i događaja u crkvenoj godini. 